# Randall's Island

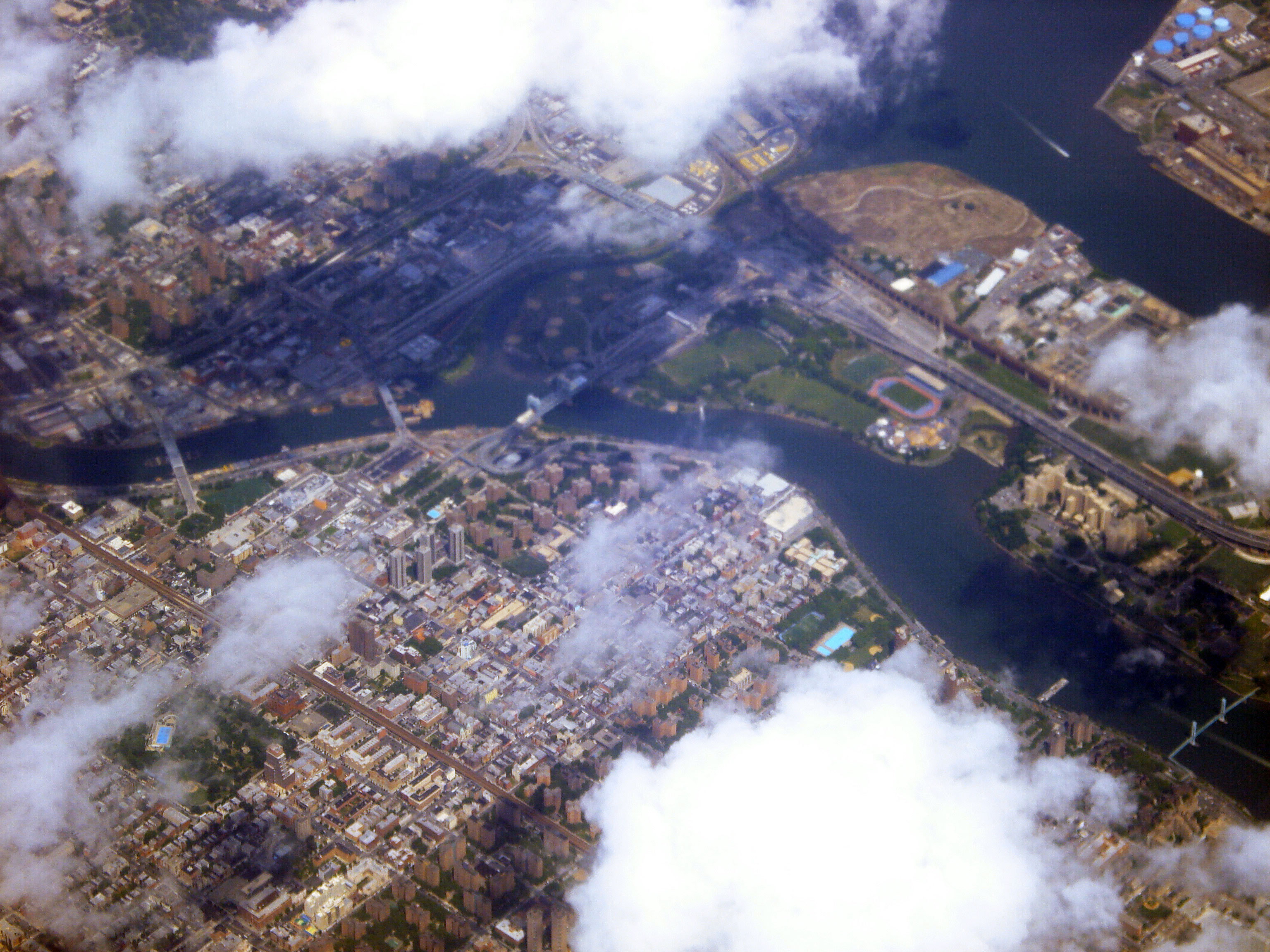
Randall’s island

Randall's Island é uma ilha situada no Rio East, em Nova Iorque. Está unida com a Ward's Island por um pequeno espaço de terra. Randall's Island situa-se ao norte e Ward's Island ao sul. Randall's Island está separada de Manhattan, ao oeste pela principal ramificação do rio, de Queens.